# Hatunköy, Çat
Hatunköy là một xã thuộc huyện Çat, tỉnh Erzurum, Thổ Nhĩ Kỳ. Dân số thời điểm năm 2011 là 105 người.